# Lazar (Gurkin)
Lazar (rodným jménem: Alexandr Nikolajevič Gurkin; * 13. března 1969, Staroje Drakino) je duchovní Estonské pravoslavné církve Moskevského patriarchátu a biskup narvský a pričudský.

## Život
Narodil se 13. března 1969 v obci Staroje Drakino.
Po ukončení Staro-drakinské střední školy nastoupil roku 1987 do řad Sovětské armády, kde sloužil dva roky. Po demobilizaci začal působit jako altarnik v chrámu svatého Mikuláše.
Dne 27. března 1991 byl postřižen na monacha s mnišským jménem Lazar k poctě svatého Lazara z Betánie. O tři dny později byl vysvěcen na hierodiakona a 4. dubna na hieromonacha. Poté rok sloužil jako ekonom Sanaxarského monastýru. Roku 1992 se stal představeným chrámu Ikony Matky Boží „Dostojno jesť“ ve své rodné obci.
Roku 1993 se stal náměstkem Svjato-Trojického Čufarovského monastýru, kterým byl až do roku 2000. Poté se stal náměstkem Makarovského monastýru Jana Bohoslovce, sekretářem saranské eparchie a předsedou eparchiálního úřadu charitativní a sociální služby.
V roce 2001 dokončil studium v Samarském duchovním semináři a roku 2005 studium na Moskevské duchovní akademii.
Dne 27. května 2009 byl Svatým synodem Ruské pravoslavné církve jmenován biskupem narvským a vikářem tallinské eparchie. Oficiální jmenování proběhlo 20. července 2009. Biskupské svěcení přijal o den později v chrámu Krista Spasitele v Moskvě a hlavním světitelm byl patriarcha Kirill.
Dne 30. května 2011 byl jmenován eparchiálním biskupem nově vzniklé narvské eparchie s titulem biskup narvský a pričudský.
Od 19. dubna do 29. května 2018 byl dočasným správcem Estonské pravoslavné církve Moskevského patriarchátu a byl taky jedním ze dvou kandidátů na pozici nejvyššího představitele této církve.

## Řády a vyznamenání

### Církevní
- 2011 – Řád svatého mučedníka Isidora Jurjevského 3. třídy (Estonská pravoslavná církev Moskevského patriarchátu)
- 2015 – Řád svatého mučedníka Isidora Jurjevského 2. třídy (Estonská pravoslavná církev Moskevského patriarchátu)
- 2019 – Řád přepodobného Sergija Radoněžského 3. třídy
- 2019 – Řád přepodobného vyznavače Sebastiana Karagandského (Kazachstánský metropolitní okruh)